# Sommer-Paralympics 2012/Teilnehmer (Panama)
| stlisierte Goldmedaille | stlisierte Silbermedaille | stlisierte Bronzemedaille |
| ----------------------- | ------------------------- | ------------------------- |
| —                       | —                         | —                         |

Panama entsandte zu den Paralympischen Sommerspielen 2012 in London zwei Sportler – eine Frau und einen Mann.

## Teilnehmer nach Sportart

### Leichtathletik
| Athleten         | Wettbewerb          | Vorlauf / Vorkampf | Vorlauf / Vorkampf | Halbfinale   | Halbfinale | Finale       | Finale | Rang |
| Athleten         | Wettbewerb          | Zeit / Weite       | Rang               | Zeit / Weite | Rang       | Zeit / Weite | Rang   | Rang |
| ---------------- | ------------------- | ------------------ | ------------------ | ------------ | ---------- | ------------ | ------ | ---- |
| Frauen           |                     |                    |                    |              |            |              |        |      |
| Katherina Taylor | 200 m Frauen – T11  | 32,76 s            | 3                  | -            | -          |              |        |      |
| Katherina Taylor | 400 m Frauen – T12  | 1:14,76 min        | 12                 | -            | -          |              |        |      |
| Männer           |                     |                    |                    |              |            |              |        |      |
| Said Gomez       | 800 m Männer – T13  |                    |                    | -            | -          |              |        |      |
| Said Gomez       | 1500 m Männer – T13 | 4:33,48 min        | 11                 | -            | -          |              |        |      |